# Parc de la Maourine

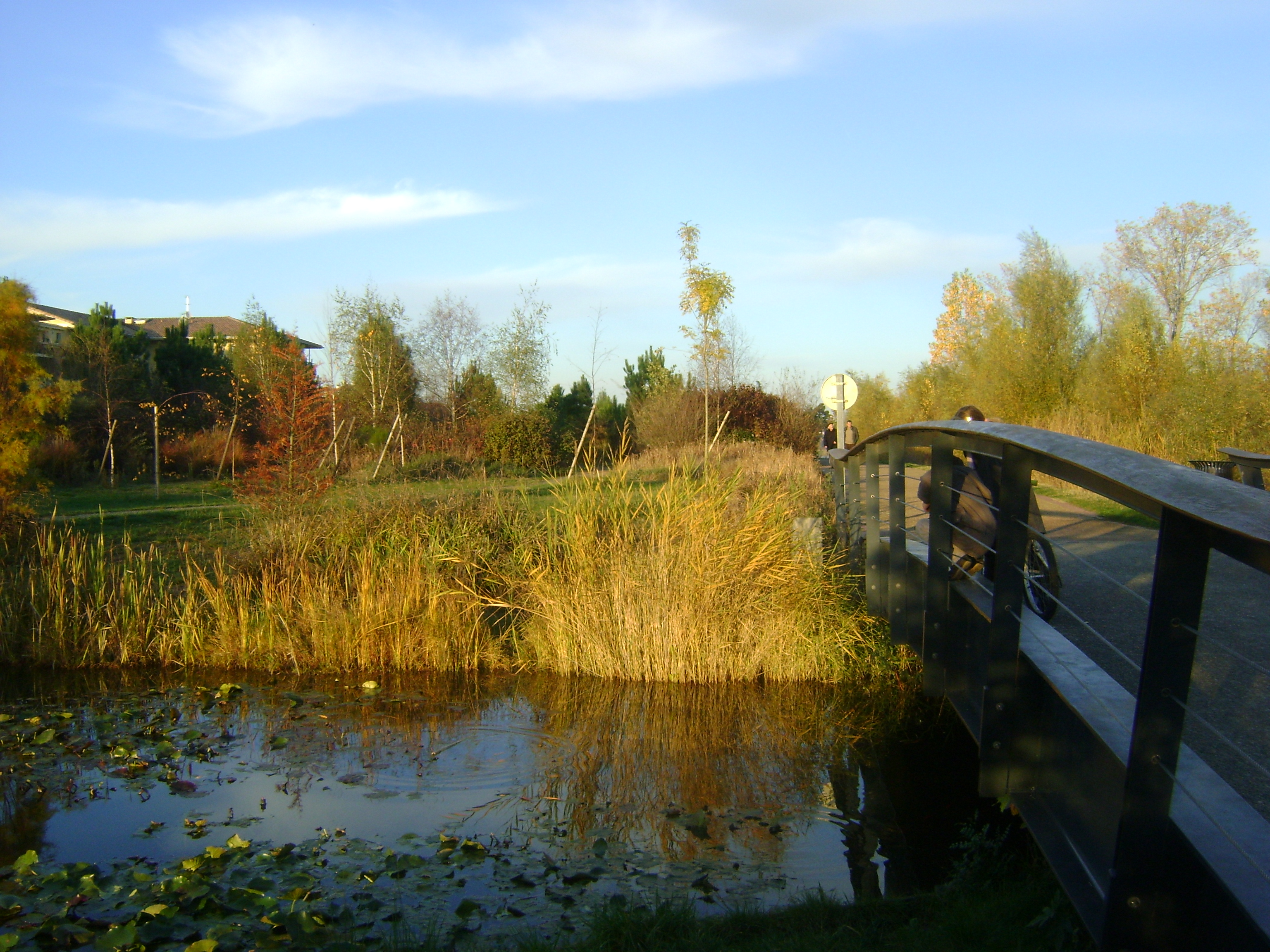

Le jardin de la Maourine est un jardin public situé dans le quartier Borderouge de Toulouse.

## Histoire et description
Le parc public, de 14 hectares, a été construit en respectant des principes de simplicité et de respect de l'environnement.
Une pièce d'eau, servant à la fois de réserve pour la faune et l'arrosage que d'élément décoratif, traverse le parc. Trois jardins bordent la pièce d'eau :
- « garrigue », avec une végétation méditerranée et des roches calcaires;
- « bord de rivière », avec plage de galets, saules, aulnes, gunneras et hémérocalles;
- « marais fleuri », avec iris, carex, nénuphars[A 1].

Les autres jardins à thème sont le « jardin des senteurs », le «jardin des bulbes», le «jardin des mois», le «jardin des grimpantes», le «jardin arc-en-ciel», le «labyrinthe végétal» et  « l'arboretum », avec des espèces de chêne d'Europe, d'Asie et d'Amérique.
Le parc est accessible par plusieurs entrées :
- au chemin de Lanusse, à l'angle de l'avenue Maurice-Bourgès-Maunoury et face au chemin Pujibet ;
- le long de l'avenue Maurice-Bourgès-Maunoury ;
- place Jeanne-Émilie-de-Villeneuve ;
- rue de l'Allier ;
- rue Édouard-Pailleron ;
- impasse René-Cabau.